# Epítase
Epítase é a segunda das quatro partes da comédia, segundo a divisão proposta por Élio Donato na sua obra De Comoedia et Tragoedia, no século IV.
Vindo após o Prólogo e a Prótase, a Epítase é a parte em que ocorre o desenvolvimento do enredo, em que os erros que caracterizam a comédia vão se tornando cada vez mais complexos, conduzindo à Catástrofe, ou conclusão.